# 埃斯蒂瓦热尔比
埃斯蒂瓦热尔比是巴西圣保罗州的一个市镇。总面积73.273平方公里，总人口10469人，人口密度142.9人/平方公里。